# Cibitung
Cibitung est une ville indonésienne située dans la province de Banten et comptant plus de 227 000 habitants[réf. nécessaire].